# Whitney (Name)
Whitney ist ein altenglischer Name, der sich von der Örtlichkeit Whitney in Herefordshire, England, ableitet. Es wurde erstmals im Domesday Book mit der Schreibweise Witenie erwähnt. Der Name bezieht sich vermutlich auf den Fluss Wye, der durch das Gebiet fließt und bei starken Regenfällen in den walisischen Bergen zu einem Wildbach werden kann. Der Name wurde auch als Vorname für Männer und Frauen verwendet und zahlreiche Orte auf der ganzen Welt wurden nach Personen mit diesem Namen Whitney benannt.

## Namensträger

### Familienname
- Amos Whitney (1832–1928), US-amerikanischer Unternehmer
- Anne Whitney (1821–1915), US-amerikanische Bildhauerin
- Arthur Whitney (* 1958), kanadischer Informatiker
- Ashley Whitney (* 1979), US-amerikanische Schwimmerin
- Benson Whitney (* 1956), US-amerikanischer Diplomat, Botschafter in Norwegen
- Betsey Cushing Roosevelt Whitney (1908–1958), US-amerikanische Kunstsammlerin
- Brendon Whitney (1976–2018), US-amerikanischer Rapper; siehe Alias (Musiker)
- Bret M. Whitney (* 1955), US-amerikanischer Ornithologe
- Caspar Whitney (1864–1929), amerikanischer Sportfunktionär, Unternehmer, Schriftsteller
- Charles A. Whitney (1929–2017), US-amerikanischer Astrophysiker
- Charlotte Anita Whitney (1867–1955), amerikanische kommunistische Aktivistin
- Cornelius Vanderbilt Whitney (1899–1992), amerikanischer Unternehmer
- Courtney Whitney (1897–1969), US-amerikanischer General
- Eli Whitney (1765–1825), US-amerikanischer Erfinder und Fabrikant
- Gertrude Vanderbilt Whitney (1875–1942), US-amerikanische Kunstmäzenin
- Grace Lee Whitney (1930–2015), US-amerikanische Schauspielerin
- Harry Payne Whitney (1872–1930), US-amerikanischer Bankier
- Hassler Whitney (1907–1989), US-amerikanischer Mathematiker
- Helen Whitney, US-amerikanische Filmregisseurin, Filmproduzentin, Drehbuchautorin und Dokumentarfilmerin
- Helen Hay Whitney (1876–1944), US-amerikanische Dichterin, Wohltäterin und Rennstall-Besitzerin
- Helene Whitney (1914–1990), US-amerikanische Schauspielerin
- Jack Whitney (1905–1992), US-amerikanischer Film- und Tontechniker
- James Whitney (1843–1914), kanadischer Politiker
- Joan Whitney Payson (1903–1975), US-amerikanische Kunstsammlerin, Mäzenin und Unternehmerin
- Joe Whitney (Basketballspieler) (* vor 1981), US-amerikanischer Basketballspieler und Musiker
- Joe Whitney (Eishockeyspieler) (* 1988), US-amerikanischer Eishockeyspieler
- John Whitney (Fußballspieler) (1874–??), englischer Fußballspieler
- John Whitney (Animator) (1917–1995), US-amerikanischer Animator, Komponist und Erfinder
- John Whitney (Skirennläufer), US-amerikanischer Skirennläufer
- John Hay Whitney (1904–1982), US-amerikanischer Unternehmer, Diplomat, Verleger und Kunstmäzen
- Josiah D. Whitney (1819–1896), US-amerikanischer Geologe
- Kaylin Whitney (* 1998), US-amerikanische Sprinterin
- Lawrence Whitney (1891–1941), US-amerikanischer Kugelstoßer
- Lou Whitney († 2014), US-amerikanischer Rockmusiker und Studiobesitzer
- Marva Whitney (1944–2012), US-amerikanische Funksängerin
- Mary Watson Whitney (1847–1921), US-amerikanische Astronomin
- Newel K. Whitney (1795–1850), Bischof der Kirche Jesu Christi der Heiligen der Letzten Tage
- Norman J. Whitney (1891–1967), US-amerikanischer Hochschullehrer, Autor und Friedensaktivist
- Odell K. Whitney (1884–1967), US-amerikanischer Politiker
- Phylicia Whitney, deutsche Moderatorin, Autorin und Game-Journalistin
- Phyllis Whitney (1903–2008), US-amerikanische Autorin
- Ray Whitney (* 1972), kanadischer Eishockeyspieler
- Richard Whitney (1888–1974), US-amerikanischer Bankier, Broker und Präsident der New Yorker Börse
- Ron Whitney (* 1942), US-amerikanischer Hürdenläufer
- Ryan Whitney (Eishockeyspieler) (* 1983), US-amerikanischer Eishockeyspieler
- Ryan Whitney (Schauspielerin) (* 1998), US-amerikanische Schauspielerin
- Sewell Whitney (* 1959), US-amerikanischer Schauspieler
- Stanley Whitney (* 1946), US-amerikanischer Maler
- Steve Whitney (* 1991), US-amerikanischer Eishockeyspieler
- Telle Whitney (* 1956), US-amerikanische Informatikerin
- Thomas P. Whitney (Thomas Porter Whitney; 1917–2007), US-amerikanischer Diplomat, Autor und Übersetzer
- Thomas R. Whitney (Thomas Richard Whitney; 1807–1858), US-amerikanischer Politiker
- William Channing Whitney (1851–1945), US-amerikanischer Architekt
- William Collins Whitney (1841–1904), US-amerikanischer Politiker
- William Dwight Whitney (1827–1894), US-amerikanischer Linguist
- William Fiske Whitney (1850–1921), US-amerikanischer Anatom und Pathologe
- Willis R. Whitney (1868–1958), US-amerikanischer Chemiker

### Vorname
- Whitney Able (* 1982), US-amerikanische Schauspielerin
- Whitney Balliett (1926–2007), US-amerikanischer Jazzkritiker
- Whitney Church (* 1993), US-amerikanische Fußballspielerin
- Whitney Cummings (* 1982), US-amerikanische Komikerin, Schauspielerin, Drehbuchautorin und Produzentin
- Whitney Engen (* 1987), US-amerikanische Fußballspielerin
- Whitney Eugene Thayer (1838–1889), US-amerikanischer Organist und Komponist
- Whitney Harris (1912–2010), US-amerikanischer Jurist
- Whitney Wolfe Herd (* 1989), US-amerikanische Unternehmerin
- Whitney Houston (1963–2012), US-amerikanische R&B-, Soul- und Popmusik-Sängerin, Schauspielerin und Filmproduzentin
- Whitney Little (* 1993), US-amerikanische Volleyballspielerin
- Whitney Newey (* 1954), US-amerikanischer Wirtschaftswissenschaftler und Hochschullehrer
- Whitney Jennings Oates (1904–1973), US-amerikanischer Klassischer Philologe
- Whitney Osuigwe (* 2002), US-amerikanische Tennisspielerin
- Whitney Pavlik (* 1983), US-amerikanische Beachvolleyballspielerin
- Whitney Peak (Schauspielerin) (* 2003), kanadische Schauspielerin
- Whitney Port (* 1985), US-amerikanische Reality-TV-Darstellerin, Modedesignerin und Model
- Whitney Reed (1932–2015), US-amerikanischer Tennisspieler
- Whitney Smith (1940–2016), US-amerikanischer Flaggenkundler
- Whitney Stevens (* 1987), US-amerikanische Pornodarstellerin und Model
- Whitney Toyloy (* 1990), Schweizer Schönheitskönigin, Miss Schweiz 2008
- Whitney M. Young (1921–1971), US-amerikanischer Bürgerrechtler